# Achilles Cools
Achilles Cools (Grobbendonk, 24 oktober 1949) is een Belgisch kunstschilder, beeldhouwer, graficus, schrijver en dichter. Hij was leraar aan de Academie voor Schone kunsten van Heist op den Berg, en studeerde aan de Koninklijke Academie voor Schone Kunsten van Antwerpen. Vanaf de jaren zeventig van vorige eeuw hield hij talrijke tentoonstellingen in binnen- en buitenland. Werken van hem werden aangekocht door musea, staat, Koninklijk paleis, gouvernementen, provincie, steden, gemeenten, prentenkabinet, OCMW's, bedrijven, en verzamelaars in binnen- en buitenland.

## Werk
Cools put inspiratie uit de biologie. Ethologische diversiteit en de daaruit volgende interactie tussen kunst en wetenschap vormen het hoofdthema van zijn oeuvre. Zijn kunstwerken onderzoeken en eren de individualiteit van de soorten, om gedragingen, gevoelens en persoonlijkheid te erkennen en te verwerken in verschillende disciplines van kunst. De kraaiachtige vogel de kauw neemt de centrale plaats in in zijn schilderijen, etsen, beeldhouwwerken en installaties. Zijn etsen en schilderijen zijn vaak in de verfijnde techniek als van de Vlaams-primitieven. Zijn beelden zijn organisch opgebouwd met natuurlijke structuren. Telkens zijn het verhalen die hij uitbeeldt in een persoonlijke stijl, waarin diepgang en natuurfilosofie de bovenhand krijgen. Cools' werk was te zien op talrijke tentoonstellingen in binnen- en buitenland en hangt in vele Musea.
Zijn Kauwenhuis is een Concept Art ontwerp dat hij eigenhandig optrok in kosmopolitische vormen: bogen, driehoeken, cirkels, parallellogrammen, met een 'kauwentoren' als columbarium, een aantal kleinere torentjes, en 56 klokhaarden voor kauwen. Dit KAUWENHUIS heeft dezelfde huid en bizarre oervormen als Cools zijn bronzen beelden. Het maakt een verbinding naar de natuur met de levende kauwen die het een originele kracht en een ziel geven. De kauw werd een verlengstuk van hemzelf. 
Eind jaren zeventig, begin jaren tachtig van vorige eeuw, begon hij met het project: De Kauw'. Hij ving via vogelopvangcentra kauwen op die door mensen waren opgevoed. Deze hadden de mens ingeprent als soortgenoot, vogels die zich mens voelden en hen overal volgden. Ze richten hun sociale neigingen en seksuele interesse op de mens. Een proces van domesticatie en een afgeleide van de oorsprong. Hun geest was door de mens beïnvloed tot een menselijke creatie. Hun gedrag was een open deur voor de kunstenaar naar meer inzicht in het complexe bestaan van een doodeenvoudige vogel. Op allerlei manieren beeldde hij de kauw uit en beschreef ook het bijzondere van deze vogels in zijn boek: 'Kauwen in de spiegel' en 'De Kauw.' Dit project werd essentieel in zijn creaties. De kauw werd het symbool voor zijn kunst, die via het project een metafoor werd voor de samenleving van de mens. Hij bekeek de wereld door de ogen van een kauw om daardoor een andere blik te krijgen op onze maatschappij, op andere soorten en op alle leven. Hiermee kon hij wetenschappelijke, filosofische en ethische kwesties met elkaar verbinden, en het onderwerp 'kauw' kaderen in zijn kunst, boeken en lezingen. Wetenschap en kunst is voor hem georganiseerde verwondering.   
In 1992 publiceerde hij over de spiegeltest die hij uitvoerde met de kauwen. Hij plaatste een spiegel bij de kauwen en constateerde dat deze vogels zichzelf herkenden in de spiegel, wat betekende dat deze vogels een besef hebben van hun eigen ik en van andere ikken in hun omgeving: een vorm van zelfbewustzijn. In 2008 werd door Zwitserse onderzoekers eveneens ontdekt dat ook eksters zichzelf voor een spiegel herkennen.   
De kauw werd zijn kunstwerk, een persoonlijk verhaal in de hedendaagse kunsten. Omwille van ethische overwegingen konden deze levende vogels niet tentoongesteld worden (ze opsluiten kon niet), maar duizenden mensen hebben de kauwenkolonie bezocht in zijn kauwentuin tijdens open-deur-dagen bij zijn Kauwenhuis in Geel. Achilles ontleedde de kauw vanbinnen en vanbuiten, probeerde binnen te dringen in dat vogelhoofdje en creëerde duizenden kunstwerken in allerlei disciplines, waarin hij vaak de kauw reusachtig afbeeldde naast de kleinere mens.

## Publicaties
- 1983: Weldadige regen (poëzie), Kempische Boekhandel, Retie
- 1988: Sterrenschot (poëzie), Hadewijch, Schoten
- 1992: Kauwen in de spiegel (non-fictie), Lannoo, Tielt
- 1999: De kauwentuin (proza), Atlas, Amsterdam
- 2002: Vlaamse gaaien (proza: verhalen), Atlas, Amsterdam
- 2005: Uitgebroed (proza: dagboek), Atlas, Amsterdam
- 2009: The Living Other (essay), Veenman Publishers, Rotterdam
- 2010: Vleugels (columns), Atlas, Amsterdam
- 2014: De kauw (non-fictie), Atlas Contact, Amsterdam
- 2016: De goudvink (non-fictie), Atlas Contact, Amsterdam
- 2016: Tortel van oktober (poëzie), Uitgeverij P, Leuven
- 2020:  De Liereman (roman), Uitgeverij Atlanta
- 2021:  Mijn - Mieren - Hoop. Een slim superorganisme (non-fictie) Noordboek, Bornmeer
- 2023:  De veren van de pronkvogel. Schoonheid en seksuele selectie (non-fictie) Noordboek, Bornmeer